# Buddhistické tantry
Buddhistické tantry jsou soubory buddhistických učení, která souvisí s Buddhovým „třetím otočením kola Dharmy“ – Vadžrajánou.
Pojem tantra je překládáno jako „tkanivo“ nebo „pavučina“ a vyjadřuje se tím složitost a celistvost těchto učení.

## Třídy tanter
Vadžrajánový buddhismus se podle starobylé školy Ňingmapa vnitřně člení na vnější tantry (Krija Tantra, Charja Tantra, Joga Tantra) a vnitřní tantry (Mahajoga, Anujoga, Atijoga), které bývají jinými školami někdy shrnovány pod pojem Anuttaratantra.
Podle škol nového překladu existují čtyři třídy tanter: kríjatantra, čárjatantra, jógatantra a anuttarajógatantra. Liší se podle toho, kdo je praktikuje, podle toho, komu jsou určeny. První dvě, kríjatantra a čárjatantra, kladou důraz na vnější chování. Velkou roli zde hrají určité rituály a čistota při praxi. V obou vyšších třídách, v jógatantře a anuttarajógatantře, je vnější způsob chování méně důležitý. Zde se pracuje tak bezprostředně, jak je to možné, se samotnou podstatou mysli.
Anuttarajógatantra se dále dělí na otcovské tantry (skt: upāya), někdy nazývané jako účinné prostředky, mateřské tantry (skt: prajña), a neduální tantry, kam patří tantra Kálačakry.

### Poklad tanterKagjü
Učení historického Buddhy Šákjamuniho vzniklo v zemi, která je dnes známá jako Indie, před více než 2 500 lety a odtud se rozšířilo do většiny zemí Asie. V některých těchto zemích se ujal théravádový buddhismus a v jiných mahájánový a tantrický buddhismus. V Tibetu se vyvíjela sútrajána i tantrajána a obě byly praktikovány společně. Buddhistické sútry a tantry jsou v tibetském buddhismu v podstatě považovány za neoddělitelné.
Velký Marpa překladatel přinesl v 9. stol z Indie do Tibetu přes padesát důležitých tanter. Tato učení byla od počátku 19. stol., kdy byla škola Kagjü v úpadku, po tři generace v držení linie Šákja. Ve škole Kagjü se udržela sbírka čtrnácti tanter a zbytek se uchovával ve škole Sákja.
Na začátku 19. stol. jeden z významných tibetských lámů, filozof a rinpoče Džamgon Kongtrul Lodro Thaje pročesal celý Tibet, když hledal tantry Marpovy linie. Dostával učení od různých lamů a shromáždil je do cyklu čtrnácti tanter jménem „Poklad tanter Kagjü“ (kagjü ngadzo). Poté postupně shromáždil dalších čtyřicet tanter Marpy.